# Fotbollsallsvenskan 1998
Fotbollsallsvenskan 1998 spelades 4 april–8 november 1998, och vanns av AIK.

## Förlopp
- Seriesegrarna AIK började trögt, och låg även på nedflyttningsplats efter ett par omgångar av serien. Sedan förlorade man inte en enda match med Mattias Asper,  som ersatte Lee Baxter som målvakt efter de första sju matcherna.
- Helsingborgs IF ledde serien med ett poäng inför den sista omgången. De skulle möta BK Häcken, som redan var nedflyttningsklara för Division 1 och inte hade något att spela för. AIK skulle möta Örgryte IS. Häcken vann med 2-1 samtidigt som AIK vann med 1-0 och därmed blev seriesegrare i Allsvenskan 1998.
- Under 1998 års säsong uppnådde fotbollen stark popularitet i Stockholmsområdet, som inte hade skådats på många år. Förutom AIK:s slutseger slutade Hammarby IF på tredje plats. Hammarby IF satte till exempel för klubben allsvenskt publikrekord i deras hemmamatch mot AIK, då hela 33 094 åskådare såg matchen. AIK och Hammarby IF kom etta respektive tvåa i publikligan, båda på snitt över 10 000 åskådare; vilket med råge överträffade hela Allsvenskans publiksnitt på 5 647 åskådare per match. Sämst i publikligan var Örgryte IS, Västra Frölunda IF och BK Häcken), som hade mellan 2 100 och 2 500 i snitt per hemmamatch. Stockholm vann publikligan räknat efter region.

## Tabeller

### Poängtabell
| Nr | Lag                    | S  | V  | O  | F  | GM | IM | MS  | P  |
| -- | ---------------------- | -- | -- | -- | -- | -- | -- | --- | -- |
| 1  | AIK                    | 26 | 11 | 13 | 2  | 25 | 15 | +10 | 46 |
| 2  | Helsingborgs IF        | 26 | 12 | 8  | 6  | 43 | 28 | +15 | 44 |
| 3  | Hammarby IF (U)        | 26 | 11 | 9  | 6  | 39 | 34 | +5  | 42 |
| 4  | Halmstads BK (RM)      | 26 | 12 | 5  | 9  | 42 | 40 | +2  | 41 |
| 5  | Västra Frölunda IF (U) | 26 | 10 | 8  | 8  | 29 | 31 | −2  | 38 |
| 6  | Örebro SK              | 26 | 10 | 6  | 10 | 35 | 38 | −3  | 36 |
| 7  | IFK Norrköping         | 26 | 9  | 8  | 9  | 43 | 35 | +8  | 35 |
| 8  | IFK Göteborg           | 26 | 9  | 8  | 9  | 27 | 29 | −2  | 35 |
| 9  | Malmö FF               | 26 | 9  | 6  | 11 | 35 | 30 | +5  | 33 |
| 10 | IF Elfsborg            | 26 | 8  | 9  | 9  | 36 | 33 | +3  | 33 |
| 11 | Trelleborgs FF         | 26 | 8  | 8  | 10 | 31 | 35 | −4  | 32 |
| 12 | Örgryte IS             | 26 | 7  | 7  | 12 | 35 | 36 | −1  | 28 |
| 13 | BK Häcken (U)          | 26 | 7  | 6  | 13 | 27 | 46 | −19 | 27 |
| 14 | Östers IF              | 26 | 5  | 7  | 14 | 26 | 43 | −17 | 22 |

### Resultattabell
| Hemma \ Borta   | AIK | BKH | HBK | HAIF | HEIF | IFE | IFKG | IFKN | MFF | TFF | VF  | ÖSK | ÖIS | ÖIF |
| AIK             | —   | 2–1 | 1–0 | 0–1  | 1–1  | 1–1 | 1–0  | 1–1  | 1–0 | 1–1 | 0–0 | 2–0 | 1–0 | 1–1 |
| BK Häcken       | 1–1 | —   | 3–2 | 4–3  | 2–1  | 0–2 | 1–1  | 0–1  | 2–1 | 0–5 | 0–1 | 2–4 | 0–2 | 0–1 |
| Halmstads BK    | 1–1 | 0–1 | —   | 1–3  | 1–0  | 0–3 | 1–1  | 3–1  | 2–1 | 3–0 | 1–0 | 2–0 | 2–1 | 1–2 |
| Hammarby IF     | 0–2 | 3–3 | 1–1 | —    | 3–3  | 1–0 | 1–1  | 3–2  | 1–3 | 1–0 | 0–1 | 3–1 | 1–0 | 0–1 |
| Helsingborgs IF | 0–1 | 0–0 | 1–0 | 2–2  | —    | 2–0 | 0–1  | 1–1  | 1–2 | 3–0 | 6–2 | 0–0 | 2–1 | 3–1 |
| IF Elfsborg     | 1–1 | 2–0 | 3–4 | 0–1  | 0–1  | —   | 1–0  | 1–1  | 2–1 | 1–1 | 0–2 | 0–1 | 2–2 | 2–1 |
| IFK Göteborg    | 0–1 | 1–1 | 1–2 | 2–2  | 0–1  | 1–0 | —    | 0–0  | 1–0 | 1–0 | 1–2 | 2–0 | 2–5 | 1–1 |
| IFK Norrköping  | 2–0 | 5–1 | 4–6 | 1–2  | 3–4  | 1–1 | 0–1  | —    | 2–1 | 3–0 | 1–3 | 4–0 | 1–1 | 1–0 |
| Malmö FF        | 0–0 | 4–0 | 5–0 | 2–2  | 1–1  | 0–4 | 3–1  | 1–0  | —   | 0–1 | 0–0 | 1–3 | 3–1 | 2–0 |
| Trelleborgs FF  | 0–0 | 0–1 | 1–3 | 1–1  | 4–2  | 2–2 | 0–2  | 0–0  | 0–0 | —   | 3–0 | 1–0 | 2–1 | 2–0 |
| Västra Frölunda | 1–1 | 1–1 | 0–1 | 2–1  | 0–0  | 1–1 | 0–3  | 3–2  | 1–3 | 3–1 | —   | 1–1 | 1–0 | 3–0 |
| Örebro SK       | 1–1 | 1–0 | 3–2 | 0–1  | 1–3  | 4–2 | 4–0  | 1–3  | 0–0 | 4–2 | 1–1 | —   | 1–1 | 2–1 |
| Örgryte IS      | 0–1 | 2–1 | 2–2 | 0–1  | 0–2  | 2–2 | 1–2  | 1–1  | 2–0 | 1–2 | 2–0 | 2–0 | —   | 4–4 |
| Östers IF       | 1–2 | 0–2 | 1–1 | 1–1  | 1–3  | 2–3 | 1–1  | 0–2  | 2–1 | 2–2 | 1–0 | 1–2 | 0–1 | —   |

## Kval till Allsvenskan 1999
| Lag 1           | Totalt | Lag 2          | Möte 1 | Möte 2 |
| Umeå FC         | 2–6    | Örgryte IS     | 2–3    | 0–3    |
| Landskrona BoIS | 3–7    | Trelleborgs FF | 2–3    | 1–4    |

Örgryte IS och Trelleborgs FF till Allsvenskan 1999.

## Skytteligan
- 18 mål: Arild Stavrum, Helsingborgs IF
- 13 mål: Hans Berggren, Hammarby IF
- 12 mål: Christer Mattiasson, IF Elfsborg
- 11 mål: Mats Lilienberg, Halmstads BK

## Publik
Det var från och med 1998 och även 1999 som publiken började öppna ögonen för Allsvenskan igen. Bäst var Stockholm med att dra publik och äntligen var det ett publiksnitt på över 10 000 åskådare per match, vilket inte Allsvenskan haft sedan 1995, då Helsingborgs IF i genomsnitt lockade 10 940 personer till sina hemmamatcher. Det var Stockholmsderbyna som drog mest folk - över 30 000 i matcherna mellan de enda Stockholmslagen i denna serie var 1998 en mycket imponerande och kanske närmast osannolik publiksiffra. Två år tidigare drog ett Stockholmsderby endast kring 15 000 åskådare.
Men det var också ett Stockholmsderby som spårade ur - efter slutsignalen i matchen mellan AIK och Hammarby (som Hammarby vann med 1-0) så stormade supportrar från AIK-klacken planen och sprang mot den södra läktaren för att ge sig på Hammarby-fansen. Som tur var uppstod inget bråk då Hammarby-fansen höll sig på läktarplats.
Den tidigare "publikhuvudstaden" Göteborg hade tre lag med ett hemmasnitt på mellan cirka 2 100 och 2 500 åskådare per match. Ett lag, IFK Göteborg, lyckades dra betydligt fler - 6 414 åskådare per match. Detta räckte dock inte till och placerade Göteborg på en sista plats i publikligan per region.

### Högsta publiksiffror
- 33 094: Hammarby IF–AIK 0–2, Råsunda den 10 augusti 1998
- 31 893: AIK–Hammarby IF 0–1, Råsunda den 19 maj 1998
- 18 017: AIK–Örgryte IS 1–0, Råsunda den 8 november 1998
- 16 328: Malmö FF–Helsingborgs IF 1–1, Malmö Stadion den 28 april 1998
- 14 279: AIK–IFK Göteborg 1–0, Råsunda den 10 september 1998

### Lägsta publiksiffror
- 636: Örgryte IS–Östers IF 4–4, Gamla Ullevi, 17 juni 1998[2]

### Publiksnitt per lag
| Lag                | Hemmasnitt | Totalpublik |
| ------------------ | ---------- | ----------- |
| AIK                | 11 112     | 144 456     |
| Hammarby IF        | 10 967     | 142 571     |
| Helsingborgs IF    | 9 067      | 117 871     |
| Malmö FF           | 7 014      | 91 182      |
| IFK Göteborg       | 6 414      | 83 382      |
| IF Elfsborg        | 5 920      | 76 960      |
| Örebro SK          | 5 721      | 74 373      |
| Halmstads BK       | 5 038      | 65 494      |
| IFK Norrköping     | 4 869      | 63 297      |
| Östers IF          | 3 008      | 39 104      |
| Trelleborgs FF     | 2 969      | 38 597      |
| BK Häcken          | 2 537      | 32 981      |
| Västra Frölunda IF | 2 270      | 29 510      |
| Örgryte IS         | 2 159      | 28 067      |

### Publiksnitt per region
| Region    | Antal lag | Hemmasnitt | Totalpublik |
| --------- | --------- | ---------- | ----------- |
| Stockholm | 2         | 11 040     | 288 912     |
| Skåne     | 3         | 6 350      | 247 650     |
| Övriga    | 5         | 5 804      | 319 228     |
| Göteborg  | 4         | 4 141      | 173 940     |

## Svenska mästarna
- Noterbart är att Mattias Asper inte förlorade en enda allsvensk match detta år då han stod i mål. AIK:s 2 förluster kom när Lee Baxter, tränaren Stuart Baxters son, stod i mål. Bäste målskytt blev Nebojša Novakovic med fem mål (hela 13 mål ifrån skytteligavinnaren) av de totalt 25 som AIK lyckades göra under säsongen. Forwarden Alexander Östlund, som senare omskolades till back i IFK Norrköping, gjorde endast ett mål detta år - guldmålet mot Örgryte IS. Inte en enda spelare spelade alla matcher, men Tomas Gustafsson, Mike Kjölö och Nebojša Novaković spelade 25 matcher.

Tränare: Stuart Baxter
| Spelare            | Matcher | Mål |
| ------------------ | ------- | --- |
| Tomas Gustafsson   | 25      | 0   |
| Mike Kjölö         | 25      | 0   |
| Nebojsa Novakovic  | 25      | 5   |
| Michael Brundin    | 24      | 0   |
| Thomas Lagerlöf    | 24      | 3   |
| Johan Mjällby      | 24      | 2   |
| Krister Nordin     | 24      | 3   |
| Alexander Östlund  | 24      | 1   |
| Patrik Fredholm    | 21      | 1   |
| Patrick Englund    | 20      | 1   |
| Mattias Asper (MV) | 19      | 0   |
| Marino Rahmberg    | 19      | 3   |
| Anders Limpar      | 18      | 2   |
| Olof Mellberg      | 17      | 0   |
| Hans Bergh         | 11      | 1   |
| Pär Millqvist      | 10      | 0   |
| Lee Baxter (MV)    | 7       | 0   |
| Ola Andersson      | 5       | 0   |
| Daniel Hoch        | 2       | 0   |
| David Ljung        | 2       | 0   |
| Piracaia           | 2       | 0   |
| Andreas Yngvesson  | 1       | 0   |

Förklaringar: MV = målvakt